# Niżni Sobkowy Przechód
Niżni Sobkowy Przechód (słow. Predná suchá štrbina) – stosunkowo wybitna przełęcz znajdująca się w Sobkowej Grani w słowackiej części Tatr Wysokich. Na wschodzie graniczy z Małą Sobkową Turnią, natomiast na zachód od niego znajduje się Sobkowa Strażnica. Przełęcz położona jest w pobliżu tej ostatniej i jest ostatnim siodłem w grani opadającej z Lodowego Szczytu na zachód.
Północne stoki opadają z Niżniego Sobkowego Przechodu do Doliny Suchej Jaworowej, południowe – do Sobkowego Żlebu. Do Doliny Suchej Jaworowej opada z przełęczy głęboki żleb. Na przełęcz nie prowadzą żadne szlaki turystyczne. Najdogodniejsze drogi dla taterników prowadzą z Doliny Zadniej Jaworowej i żlebem z Doliny Suchej Jaworowej.
Pierwsze wejścia turystyczne (przy przejściu granią):
- letnie – Ferenc Barcza, Imre Barcza i Oszkár Jordán, 16 maja 1910 r.,
- zimowe – Jerzy Pierzchała, 27 kwietnia 1936 r.

Już wcześniej przez Niżni Sobkowy Przechód przechodzili myśliwi z Jurgowa.